# Joseph Mills
Joseph Nathan Mills (Swindon, 30 ottobre 1989) è un ex calciatore inglese, di ruolo difensore.

## Carriera

### Club
Ha giocato nella seconda divisione inglese e nella prima divisione australiana. Si è ritirato il 1º luglio 2022, concludendo la sua carriera al Northampton Town.

### Nazionale
Ha giocato nelle nazionali giovanili inglesi Under-17 ed Under-18.